# Club Patí Fraga
El Club Patí Fraga és un club esportiu dedicat a la pràctica de l'hoquei sobre patins de Fraga, a la comarca del Baix Cinca. Fundat el 2021, juga actualment a l'OK Lliga femenina.

## Història
La primera temporada de la seva història, la 2021-2022, l'equip va aconseguir l'ascens a la màxima categoria després d'haver jugat a l'OK Lliga Plata, la segona divisió a nivell estatal, aconseguint l'ascens a la màxima categoria a falta de cinc jornades i acabant la temporada amb 26 victòries en 26 partits jugats.
En el seu primer any a l'OK Lliga, 2022-2023, l'equip va finalitzar en sisena posició, aconseguint la permanència i arribant a les semifinals de la Copa de la Reina.
El 28 d'abril del 2024, les jugadores del Club Patí Fraga es van proclamar per primera vegada campiones d'Europa en la XVIII edició de la Lliga de Campions de la WSE femenina després de guanyar a la tanda de penals el Club Patí Vila-sana al Pazo dos Deportes de Riazor.

## Palmarès
- 1 Lliga de Campions WSE: 2024